# Anastasiya Kuzmina
Anastasiya Kuzmina (en su versión eslovaca Anastasia Kuzminová, en ruso: Анастасия Кузьмина; nacida Anastasiya Shipulina, Tiumén, URSS, 28 de agosto de 1984) es una deportista eslovaca que compitió en biatlón. Su hermano Anton compitió en el mismo deporte.
Participó en tres Juegos Olímpicos de Invierno, obteniendo en total seis medallas: dos en Vancouver 2010, oro en velocidad y plata en persecución, oro en Sochi 2014 (velocidad) y tres en Pyeongchang 2018, oro en salida en grupo y plata en persecución y en la prueba individual.
Ganó tres medallas en el Campeonato Mundial de Biatlón entre los años 2009 y 2019, y dos medallas de oro en el Campeonato Europeo de Biatlón de 2009.

## Palmarés internacional
| Juegos Olímpicos   | Juegos Olímpicos            | Juegos Olímpicos  | Juegos Olímpicos |
| Año                | Lugar                       | Medalla           | Prueba           |
| ------------------ | --------------------------- | ----------------- | ---------------- |
| 2010               | Vancouver (Canadá)          | Medalla de oro    | Velocidad        |
| 2010               | Vancouver (Canadá)          | Medalla de plata  | Persecución      |
| 2014               | Sochi (Rusia)               | Medalla de oro    | Velocidad        |
| 2018               | Pyeongchang (Corea del Sur) | Medalla de oro    | Salida en grupo  |
| 2018               | Pyeongchang (Corea del Sur) | Medalla de plata  | Persecución      |
| 2018               | Pyeongchang (Corea del Sur) | Medalla de plata  | Individual       |
| Campeonato Mundial |                             |                   |                  |
| Año                | Lugar                       | Medalla           | Prueba           |
| 2009               | Pyeongchang (Corea del Sur) | Medalla de plata  | Salida en grupo  |
| 2011               | Janty-Mansisk (Rusia)       | Medalla de bronce | Persecución      |
| 2019               | Östersund (Suecia)          | Medalla de oro    | Velocidad        |
| Campeonato Europeo |                             |                   |                  |
| Año                | Lugar                       | Medalla           | Prueba           |
| 2009               | Ufá (Rusia)                 | Medalla de oro    | Velocidad        |
| 2009               | Ufá (Rusia)                 | Medalla de oro    | Persecución      |